# Лакерди
Лакерди — відома київська купецька родина XVII — початку XX століть. Багато з представників займали посади в органах місцевого самоврядування, були війтами, бургомістрами, ратсгерами.

## Історія
За походженням були греками, що пересилилися до України ймовірно за часів гетьмана Богдана Хмельницького. Спочатку оселилися у м. Ніжин. Торгували переважно рибою, звідси й походить їхнє прізвище: «лакерда» — назва свіжої риби, або спеціально обробленої риби. Згодом вони перебираються до Києва. Стають київськими міщанами.
Із середини XVIII ст. статки родини значно зростають. Вони мали кам'яний будинок з льохом та лавку у великому ряду на Торговельній (Контрактовій) площі. Поступово встановлюються родинні стосунки з іншими купецькими родинами. Починають відкривати шинки, будувати винокурні. Наприкінці XVIII ст. статки Лакерд ще більш зростають завдяки здобуттю її представниками посад у київському магістраті. У 1825 році родина мала на Подолі два кам'яні та два дерев'яні будинки, чотири лавки, два хутори на Сирці з сіножатями та млином. Історія родини Лакерд в Києві простежується документально до 1925 року.

## Найвідоміші представники
- Кіндрат Лакерда (XVII ст.) — ніжинський купець
- Іван Лакерда (1710-ті—1780-ті роки) — київський купець 2-ї гільдії
- Пилип Іванович Лакерда (1756—1827) — київський купець 2-ї гільдії, бургомістр, війт Києва в 1813—1814 роках
- Антон Пилипович Лакерда (1779—1857) — київський купець 1-ї гільдії, бургомістр у Києві.